# Кан Е Сім
У цьому корейському імені прізвище (Кан) стоїть перед особовим ім'ям.
Кан Е Сім (кор. 강애심; нар. 28 лютого 1963) — південнокорейська акторка, відома за роллю Чан Гим Чжа / Гравця 149 у другому та третьому сезонах телесеріалу Netflix «Гра в кальмара» (2024-2025).
У 1981 році вона дебютувала як театральна актриса, А У 2006 році як актриса телесеріалів та кіно.